# BSG Einheit Spremberg
Die BSG Einheit Spremberg war eine deutsche Betriebssportgemeinschaft aus Spremberg, deren Fußballabteilung von 1945 bis 1956 existierte. 
Einheit Spremberg wurde 1945 unter der Bezeichnung SG Spremberg-Slamen gegründet. Die Brandenburger traten bereits kurz nach ihrer Gründung im höherklassigen ostdeutschen Fußball in Erscheinung. Für mehrere Spielzeiten agierten sie in der Fußball-Landesklasse Brandenburg, welche zu diesem Zeitpunkt neben anderen Landesklassen die höchste Spielklasse der SBZ darstellte. 1949 erfolgte eine Umbenennung in Einigkeit Spremberg, ab dem Jahr 1950 unterstützte die Stadtverwaltung Spremberg die Mannschaft als Trägerbetrieb, und die BSG wurde wie alle DDR-Vereine der Verwaltung unter der Bezeichnung Einheit geführt.
Auf sportlicher Ebene wurde Einheit Spremberg in der Spielzeit 1950/51 brandenburgischer Fußballmeister uns stieg dadurch in die DDR-Liga auf, welche insgesamt zwei Spielzeiten gehalten wurde. Konnte in der Auftaktsaison ein gesicherter Mittelfeldplatz erreicht werden, stieg die BSG im Folgejahr als Tabellenletzter mit der thüringischen SG Dynamo Erfurt sowie Aktivist Kaiserode in die drittklassige Bezirksliga ab. Nach einem zwischenzeitlichen Absturz in die Bezirksklasse wurde die Fußballabteilung von Einheit Spremberg 1956 wegen finanzieller Schwierigkeiten nach Hoyerswerda versetzt und wurde der unterklassigen BSG Aktivist Schwarze Pumpe angeschlossen. Schwarze Pumpe übernahm auch den Bezirksligaplatz der Spremberger. Um die Weiterführung des Fußballsports in Spremberg zu gewährleisten, wurde 1958 die BSG Turbine Spremberg gegründet.

## Statistik
- Teilnahme Fußball-Landesklasse Brandenburg (SBZ): 1948/49 (6.), 1949/50 (7.), 1950/51 (1.)
- Teilnahme DDR-Liga: 1951/52, 1952/53
- Teilnahme FDGB-Pokal: 1953/54, 1. HR 2:1 gegen Wismut Aue, 2. HR 1:4 gegen Chemie KMST
- Ewige Tabelle der DDR-Liga: Rang 159